# 川內郡
川內郡（：／ Chŏnnae gun */?）是朝鮮江原道最北的一個郡。

## 地理位置
東臨朝鮮東海，南接文川市、法洞郡，西倚平安南道陽德郡，北鄰咸鏡南道高原郡。
境內西枕阿飛虎嶺山脈，西南部的頭流山為最高峰（1324m），有箭灘江流經。有江原線經過。

## 人口、行政區劃
2008年人口約85,123人。
下分1邑、3勞動者區、15里。

## 歷史
本為咸鏡南道文川郡一部分，1946年文川郡改劃入江原道，1952年12月文川郡之川內面、雲林面、明龜面等劃出獨立設郡。